# برج تلویزیونی کوه لاک‌پشت
برج تلویزیونی کوه لاک‌پشت (چینی ساده: 龟山电视塔; چینی سنتی: 龜山電視塔; پین‌یین: Guī Shān Diànshì Tǎ) برجی است که در شهر ووهان، کشور چین قرار دارد. این برج ۳۱۱٫۴ متر ارتفاع دارد.
این برج در منطقه‌ای از ووهان که به طور تاریخی هانیانگ نامیده می‌شد و بر روی تپهٔ گویشان (به معنی لاک‌پشت زمینی یا به طور کلی لاک‌پشت) در سمت چپ (شمالغرب) کرانهٔ رود یانگ‌تسه قرار دارد.